# Gorenje (gmina Kočevje)
Gorenje – wieś w Słowenii, w gminie Kočevje. W 2018 roku liczyła 392 mieszkańców.